# Colleen Hanabusa
Colleen Wakako Hanabusa (en japonais : 花房若子), née le 4 mai 1951 à Waianae (Hawaï), est une femme politique américaine. Membre du Parti démocrate, elle est élue à la Chambre des représentants des États-Unis pour Hawaï de 2011 à 2015 et à nouveau de 2016 à 2019.

## Biographie
Avocate en droit du travail, Colleen Hanabusa est élue membre du Sénat d'Hawaï en 1998. Elle devient chef de la majorité démocrate de cette assemblée.
Au début de l'année 2003, après la mort de Patsy Mink, Hanabusa se présente à la Chambre des représentants des États-Unis dans la deuxième circonscription d'Hawaï. Elle arrive en troisième position de l'élection partielle avec 8 % des suffrages, derrière les démocrates Ed Case (43 %) et Matt Matsunaga (30 %) mais devant les candidats républicains. En 2006, elle est à nouveau candidate lorsque Case se présente au Sénat des États-Unis. Lors de la primaire, elle est battue de 836 voix par Mazie Hirono, la lieutenant-gouverneur de l'État.
En 2007, elle devient la première femme à présider le Sénat d'Hawaï.
En mai 2010, Hanabusa candidate à nouveau à la Chambre des représentants des États-Unis. Dans le premier district d'Hawaï, elle entend succéder au démocrate Neil Abercrombie qui a démissionné pour se présenter au poste de gouverneur. Cependant, les divisions du camp démocrate permettent au républicain Charles Djou d'être élu dans un district profondément démocrate. Il réunit 39 % des voix, devant Hanabusa (31 %) et Ed Case (28 %). Quelques mois plus tard, lors de l'élection générale de novembre, Hanabusa bat finalement Djou avec environ 53 % des suffrages. Le 6 novembre 2012, elle est réélue face à Djou, avec une marge plus importante.
Après la mort du sénateur Daniel Inouye, survenue le 17 décembre 2012, le gouverneur Neil Abercrombie doit nommer son remplaçant afin de terminer le mandat. Bien qu'Hanabusa ait été désignée par Inouye pour lui succéder, Abercrombie choisit finalement le lieutenant-gouverneur d'Hawaï Brian Schatz,. En août 2014, Hanabusa se présente à la primaire démocrate pour l'élection sénatoriale du mois de novembre. Elle est battue de peu par Schatz, rassemblant 48,6 % des voix contre 49,3 % pour son concurrent.
Ayant préféré se porter candidate au Sénat, son mandat à la Chambre des représentants cesse le 3 janvier 2015. C'est le démocrate Mark Takai qui lui succède. Cependant, celui-ci est touché par un cancer et annonce qu'il ne sera pas candidat aux élections de 2016. Colleen Hanabusa choisit alors de se présenter pour retrouver son ancien siège, avec le soutien de Takai,. En novembre, elle remporte l'élection pour terminer le mandat de Takai — mort en juillet — et pour le prochain congrès. Hanabusa ne se représente pas pour les élections à la Chambre des représentants de novembre 2018.
En septembre 2017, elle annonce qu'elle compte se présenter face au gouverneur démocrate sortant David Ige en 2018. Durant la campagne, elle profite de la colère suscitée par une fausse alerte au missile pour prendre la tête des sondages, devançant Ige de 20 points en mars 2018. Cependant, l'événement est rapidement oublié et Ige est crédité pour sa gestion des inondations à Kauai et des éruptions du Kīlauea. Il reprend la tête des sondages en juillet et remporte la primaire démocrate avec 50 % des suffrages contre 44 % pour Hanabusa.
En 2020, elle se présente à la mairie d'Honolulu.